# Alvis Vītoliņš
Alvis Vītoliņš est un joueur d'échecs soviétique puis letton né le 15 juin 1946 et mort le 16 février 1997. Sept fois champion de Lettonie de 1973 à 1985, il reçut le titre de maître international en 1980.

## Biographie et carrière
Alvis Vītoliņš remporta le championnat de Lettonie à huit reprises : en 1973, 1976, 1977, 1978, 1982, 1983 et 1985. Il finit premier ex æquo en 1986 et 1989 mais fut battu au départage.
Alvis Vītoliņš mourut en 1997 en se jetant dans les eaux gelées du fleuve Gauja. Ce suicide a été interprété comme une conséquence des difficultés économiques du joueur.

## Les variantes Vitolins
Son nom a été donné à deux variantes de la défense sicilienne commençant par les coups :
- 1. e4 c5 2. Cf3 d6 3. d4 cxd4 4. Cxd4 Cf6 5. Cc3 e6 (Variante de Scheveningue) 6. Fb5+ (attaque Vītoliņš)[2] ;
- 1. e4 c5 2. Cf3 d6 3. d4 cxd4 4. Cxd4 Cf6 5. Cc3 g6 (variante du dragon) 6. Fg5 Fg7 7. Fb5+[3].

Son nom a été également donné à une variante de la défense Bogo-indienne :
- 1. d4 Cf6 2. c4 e6 3. Cf3 Fb4+ 4. Fd2 c5!? (Variante Vitolins)